# Примера B Метрополитана
Примера Б (исп. Primera B) — третья по значимости лига чемпионата Аргентины по футболу, в которой принимают участие клубы, напрямую аффилированные с АФА. В основном они представляют Буэнос-Айрес и его агломерацию (Большой Буэнос-Айрес). До создания в 1986 году Примеры Б Насьональ являлась вторым по уровню дивизионом чемпионата Аргентины.

## История
В 1931 году в Аргентине стали проводиться профессиональные чемпионаты в Первом дивизионе. Однако до 1934 года второго профессионального дивизиона не существовало — его альтернативой был любительский чемпионат, организатором которого выступала не профессиональная лига, а Ассоциация футбола Аргентины (АУФ). В 1934 году был организован Второй дивизион профессиональной лиги (Segunda División), первым победителем которого стал второй состав «Ривер Плейта». В 1935 году Второй профессиональный дивизион и первая любительская лига объединились и в этом едином первенстве в первые два года вновь выигрывали вторые составы клубов Примеры — «Эстудиантеса» и «Боки Хуниорс». Лишь в 1937 году победителем нового турнира стал самостоятельный клуб «Альмагро». В 1948 году проведение чемпионата было сорвано из-за забастовки футболистов. На момент остановки лидером турнира был «Архентинос Хуниорс». В 1949 году турнир был переименован в «Примера дивизион B» (Primera División B), и до 1985 года он играл роль второй по уровню лиги аргентинского клубного футбола. За весь период с 1934 по 1985 год за год проводилось по одному чемпионату, за исключением сезона 1976 года, когда было проведено два турнира.
В 1986 году турнир был переименован в Примера B Метрополитана, заняв третий уровень в структуре лиг чемпионата Аргентины. Ранее роль третьего дивизиона в Аргентине играли следующие турниры:
- Третий дивизион (Tercera División) (1900—1910) — выход во Второй дивизион
- Второй дивизион (Segunda División) (1910—1926) — выход в Промежуточный дивизион
- Промежуточный дивизион (División Intermedia) (1927—1932) — выход во Второй дивизион
- Третий дивизион (Tercera División) (1933—1949) — выход во Второй дивизион, затем в Примеру дивизион B
- Первый любительский дивизион (Primera División Amateur) (1950—1961)
- Второй дивизион (Segunda División) (1962—1973)
- Первый дивизион C (Primera División C) (1974—1985)[3]

С 1986 по 2014 год сезон в Примере B Метрополитана был псевдо-европейским, то есть начинался во второй половине календарного года, а завершался в первой половине следующего. Затем три года подряд сезон укладывался в календарный год. С сезона 2016/17 была возвращена прежняя сезонность.
После 2016 года три сезона подряд количество участников сокращалось (20, 19, 18), в сезоне 2018/19 вновь увеличилось до 20. В сезоне 2019/20 вновь играло 18 команд — но из-за пандемии COVID-19 он не был доигран до конца. В декабре 2020 года начался переходный турнир. Поскольку в одной из групп первенствовал «Альмиранте Браун», выигравший также Апертуру прерванного сезона 2019/20, эту команду объявили победителем турнира, о остальные команду повели борьбу за вторую путёвку в Примеру B Насьональ следующего сезона.

## Формат
До 2015 года в соревновании принимали участие 22 команды, игравшие друг с другом в два круга (дома и на выезде) в общей сложности 42 тура.
Победитель чемпионата напрямую выходит в Примеру Б Насьональ.
Восемь клубов, занявшие места со второго по девятое участвуют в мини-турнире за право сыграть в стыковом матче. В четвертьфинале участники играют по одной игре (2-я с 9-й, 3-я с 8-й и т. д.), в случае ничьей дальше проходит клуб с лучшим показателем в чемпионате. Полуфинал и финал состоят из двух игр, при равенстве по сумме обоих победитель также определяется лучшим показателем в чемпионате. Победитель мини-турнира играет с предпоследней командой Примеры Б Насьональ, для повышения в классе необходимо оказаться сильнее по сумме двух матчей (ничья равносильна поражению).
Команда, имеющая худший за последние три сезона коэффициент в таблице вылета опускается в Примеру С.
До 2015 года команда, занимавшая в таблице вылета по итогам трёх последних сезонов предпоследнее место, играла стыковые матчи с победителем мини-турнира Примеры С. Для сохранения прописки достаточно было не проиграть по сумме двух матчей. После 2016 года данные стыковые матчи за место в Примере B Метрополитано были отменены.

## Список чемпионов
В качестве второго уровня в системе лиг чемпионата Аргентины
Второй дивизион
- 1934 — Ривер Плейт II
- 1935 — Эстудиантес II
- 1936 — Бока Хуниорс II
- 1937 — Альмагро
- 1938 — Архентино де Кильмес
- 1939 — Банфилд
- 1940 — Архентинос Хуниорс
- 1941 — Чакарита Хуниорс
- 1942 — Росарио Сентраль
- 1943 — Велес Сарсфилд
- 1944 — Химнасия и Эсгрима (Ла-Плата)
- 1945 — Тигре
- 1946 — Банфилд
- 1947 — Химнасия и Эсгрима (Ла-Плата)
- 1948 — Турнир не завершён из-за забастовки игроков

Первый дивизион B
- 1949 — Кильмес
- 1950 — Ланус
- 1951 — Росарио Сентраль
- 1952 — Химнасия и Эсгрима (Ла-Плата)
- 1953 — Тигре
- 1954 — Эстудиантес
- 1955 — Архентинос Хуниорс
- 1956 — Атланта (Буэнос-Айрес)
- 1957 — Сентраль Кордова (Росарио)
- 1958 — Феррокарриль Оэсте
- 1959 — Чакарита Хуниорс
- 1960 — Лос-Андес
- 1961 — Кильмес
- 1962 — Банфилд
- 1963 — Феррокарриль Оэсте
- 1964 — Ланус
- 1965 — Колон
- 1966 — Унион (Санта-Фе)
- 1967 — Дефенсорес де Бельграно
- 1968 — Альмагро
- 1969 — Феррокарриль Оэсте
- 1970 — Феррокарриль Оэсте
- 1971 — Ланус
- 1972 — Олл Бойз
- 1973 — Банфилд
- 1974 — Темперлей
- 1975 — Кильмес
- 1976 (1) — Платенсе (Висенте-Лопес)
- 1976 (2) — Ланус
- 1977 — Эстудиантес (Буэнос-Айрес)
- 1978 — Феррокарриль Оэсте
- 1979 — Тигре
- 1980 — Атлетико Сармьенто
- 1981 — Нуэва Чикаго
- 1982 — Сан-Лоренсо де Альмагро
- 1983 — Атланта (Буэнос-Айрес)
- 1984 — Депортиво Эспаньол
- 1985 — Росарио Сентраль

В качестве третьего уровня в системе лиг чемпионата Аргентины
Примера B Метрополитана — единый турнир
- 1986/87 — Кильмес
- 1987/88 — Тальерес (Ремедиос-де-Эскалада)
- 1988/89 — Вилья Дальмине
- 1989/90 — Депортиво Морон
- 1990/91 — Сентраль Кордова (Росарио)
- 1991/92 — Итусайнго
- 1992/93 — Олл Бойз

Примера B Метрополитана — Апертура и Клаусура
- 1993/94 — Чакарита Хуниорс
- 1994/95 — Атланта (Буэнос-Айрес)
- 1995/96 — Спортиво Итальяно (Сьюдад-Эвита)
- 1996/97 — Дефенса и Хустисия
- 1997/98 — Эль Порвенир
- 1998/99 — Архентино де Росарио

Примера B Метрополитана — единый турнир
- 1999/2000 — Эстудиантес (Буэнос-Айрес)
- 2000/01 — Дефенсорес де Бельграно
- 2001/02 — Депортиво Эспаньол

Примера B Метрополитана — Апертура и Клаусура
- 2002/03 — Феррокарриль Оэсте
- 2003/04 — Атлетико Сармьенто
- 2004/05 — Тигре
- 2005/06 — Платенсе (Висенте-Лопес)
- 2006/07 — Альмиранте Браун

Примера B Метрополитана — единый турнир
- 2007/08 — Олл Бойз
- 2008/09 — Спортиво Итальяно (Сьюдад-Эвита)
- 2009/10 — Альмиранте Браун
- 2010/11 — Атланта (Буэнос-Айрес)
- 2011/12 — Атлетико Сармьенто
- 2012/13 — Вилья Сан-Карлос
- 2013/14 — Нуэва Чикаго
- 2014 — Переходный турнир[5]
- 2015 — Браун де Адроге
- 2016 — Фландрия
- 2016/17 — Депортиво Морон
- 2017/18 — Платенсе (Висенте-Лопес)
- 2018/19 — Барракас Сентраль
- 2019/20 — Турнир остановлен из-за пандемии COVID-19
- 2020 — Альмиранте Браун
- 2021 — Фландрия

## Титулов по клубам
При сортировке учтено также количество вторых мест; победы и вторые места в 1937—1985 годах имеют больший вес, чем аналогичные достижения в турнирах с 1986 года.
| №     | Клуб                                   | 2 уровень | 3 уровень | Итого |
| ----- | -------------------------------------- | --------- | --------- | ----- |
| 1     | Феррокарриль Оэсте (Буэнос-Айрес)      | 5         | 1         | 6     |
| 2     | Ланус (Ланус)                          | 4         |           | 4     |
| 3-4   | Тигре (Виктория)                       | 3         | 1         | 4     |
| 3-4   | Кильмес (Кильмес)                      | 3         | 1         | 4     |
| 5     | Атланта (Буэнос-Айрес)                 | 2         | 2         | 4     |
| 6-7   | Химнасия и Эсгрима (Ла-Плата)          | 3         |           | 3     |
| 6-7   | Росарио Сентраль (Росарио)             | 3         |           | 3     |
| 8     | Чакарита Хуниорс (Хенераль-Сан-Мартин) | 2         | 1         | 3     |
| 9-11  | Платенсе (Висенте-Лопес)               | 1         | 2         | 3     |
| 9-11  | Олл Бойз (Буэнос-Айрес)                | 1         | 2         | 3     |
| 9-11  | Атлетико Сармьенто (Хунин)             | 1         | 2         | 3     |
| 12    | Альмиранте Браун (Исидро-Касанова)     |           | 3         | 3     |
| 13-14 | Архентинос Хуниорс (Буэнос-Айрес)      | 2         |           | 2     |
| 13-14 | Альмагро (Буэнос-Айрес)                | 2         |           | 2     |
| 15-19 | Нуэва Чикаго (Буэнос-Айрес)            | 1         | 1         | 2     |
| 15-19 | Сентраль Кордова (Росарио)             | 1         | 1         | 2     |
| 15-19 | Эстудиантес де Касерос (Буэнос-Айрес)  | 1         | 1         | 2     |
| 15-19 | Дефенсорес де Бельграно (Буэнос-Айрес) | 1         | 1         | 2     |
| 15-19 | Депортиво Эспаньол (Буэнос-Айрес)      | 1         | 1         | 2     |
| 20-22 | Спортиво Итальяно (Сьюдад-Эвита)       |           | 2         | 2     |
| 20-22 | Депортиво Морон (Морон)                |           | 2         | 2     |
| 20-22 | Фландрия (Хосе-Мария-Хауреги, Лухан)   |           | 2         | 2     |
| 23-30 | Колон (Санта-Фе)                       | 1         |           | 1     |
| 23-30 | Унион (Санта-Фе)                       | 1         |           | 1     |
| 23-30 | Лос-Андес (Ломас-де-Самора)            | 1         |           | 1     |
| 23-30 | Темперлей (Турдера, Ломас-де-Самора)   | 1         |           | 1     |
| 23-30 | Архентино де Кильмес                   | 1         |           | 1     |
| 23-30 | Велес Сарсфилд (Буэнос-Айрес)          | 1         |           | 1     |
| 23-30 | Эстудиантес (Ла-Плата)                 | 1         |           | 1     |
| 23-30 | Сан-Лоренсо де Альмагро (Буэнос-Айрес) | 1         |           | 1     |
| 31-39 | Архентино де Росарио                   |           | 1         | 1     |
| 31-39 | Дефенса и Хустисия (Флоренсио-Варела)  |           | 1         | 1     |
| 31-39 | Эль Порвенир (Херли)                   |           | 1         | 1     |
| 31-39 | Итусайнго (Итусайнго)                  |           | 1         | 1     |
| 31-39 | Тальерес (Ремедиос-де-Эскалада)        |           | 1         | 1     |
| 31-39 | Вилья Дальмине (Кампана)               |           | 1         | 1     |
| 31-39 | Вилья Сан-Карлос (Бериссо)             |           | 1         | 1     |
| 31-39 | Браун де Адроге (Адроге)               |           | 1         | 1     |
| 31-39 | Барракас Сентраль (Буэнос-Айрес)       |           | 1         | 1     |